# Decúbito

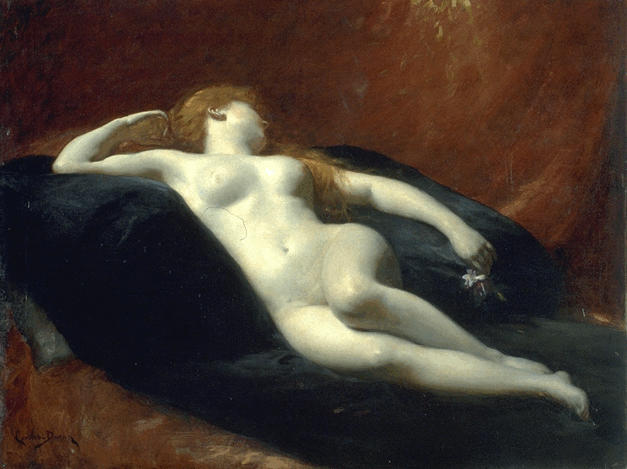
Uma mulher em posição decúbito dorsal, deitada em posição supina com a face voltada para cima, sem vestimenta.

Decúbito é um termo médico que se refere à posição da pessoa que está deitada, não necessariamente dormindo. Pode ser usado em hospitais relacionando-o à posição em que o paciente se encontra, visto que o mesmo deve ser mudado de posição (casos de incapacidade motora) a cada 2 (duas) horas para evitar o aparecimento de escaras (feridas) ocasionadas pela pressão na pele por período estendido de tempo, se posicionar para alguma cirurgia ou procedimento. 

Pode ser referido como:
- Decúbito dorsal ou supina (pessoa que deita com a barriga voltada para cima)
- Decúbito ventral ou prona (pessoa que deita de bruços)
- Decúbito lateral (esquerdo ou direito)
- Posição de Trendelenburg (variável da supina, onde a parte superior do dorso e abaixada e os pés são elevados numa angulação de 10° a 15°, mantém as alças intestinais na parte superior da cavidade abdominal).
- Posição de Fowler (variável da supina, porém a cabeceira é elevada a um angulo de 45° a 60° e os joelhos são ligeiramente elevados)
- Posição de Sims (similar a posição lateral, mas o peso do paciente é colocado no ilíaco anterior, úmero e clavícula)
- Posição de Lacerda(Similar a posição de Trendelenburg, onde o paciente sobrepõe o seu peso sobre as pernas, ilíaco e cabeça como se fosse ficar de gatão em cima da cama, posição variante e retrátil).